# Мінський тролейбус
Мінський тролейбус (біл. Мінскі тралейбус) — вид громадського транспорту у місті Мінськ. Рух тролейбусів відкрито 19 вересня 1952 року. У місті налічується понад 700 тролейбусів, 4 тролейбусних депо, діє 61 маршрут.

## Історія

### МТБ-82Д
Проектувати тролейбусну мережу у Мінську узялися після Другої світової війни, ще на початку 1952 року у місто почали завозити арматуру та обладнання; з заводу імені Урицького у місті Енгельс надійшла партія з декількох тролейбусів. Хоча пуск був заплановано на 3 липня, машини вийшли на маршрут лише 19 вересня. На зупинках були величезні маси людей, охочих проїхатися на тролейбусі, їх везли безкоштовно. Найпершого водія мінського тролейбуса звали Олексій Соколов, якому у кінці рейсу урочисто вручили ключі на нову квартиру. Тоді існував лише один маршрут № 1 Кругла площа — Вокзал, на якому працювали тролейбуси моделі МТБ-82Д, котрі через подвійні сидіння диванного типу мали місткість до 80—85 осіб.

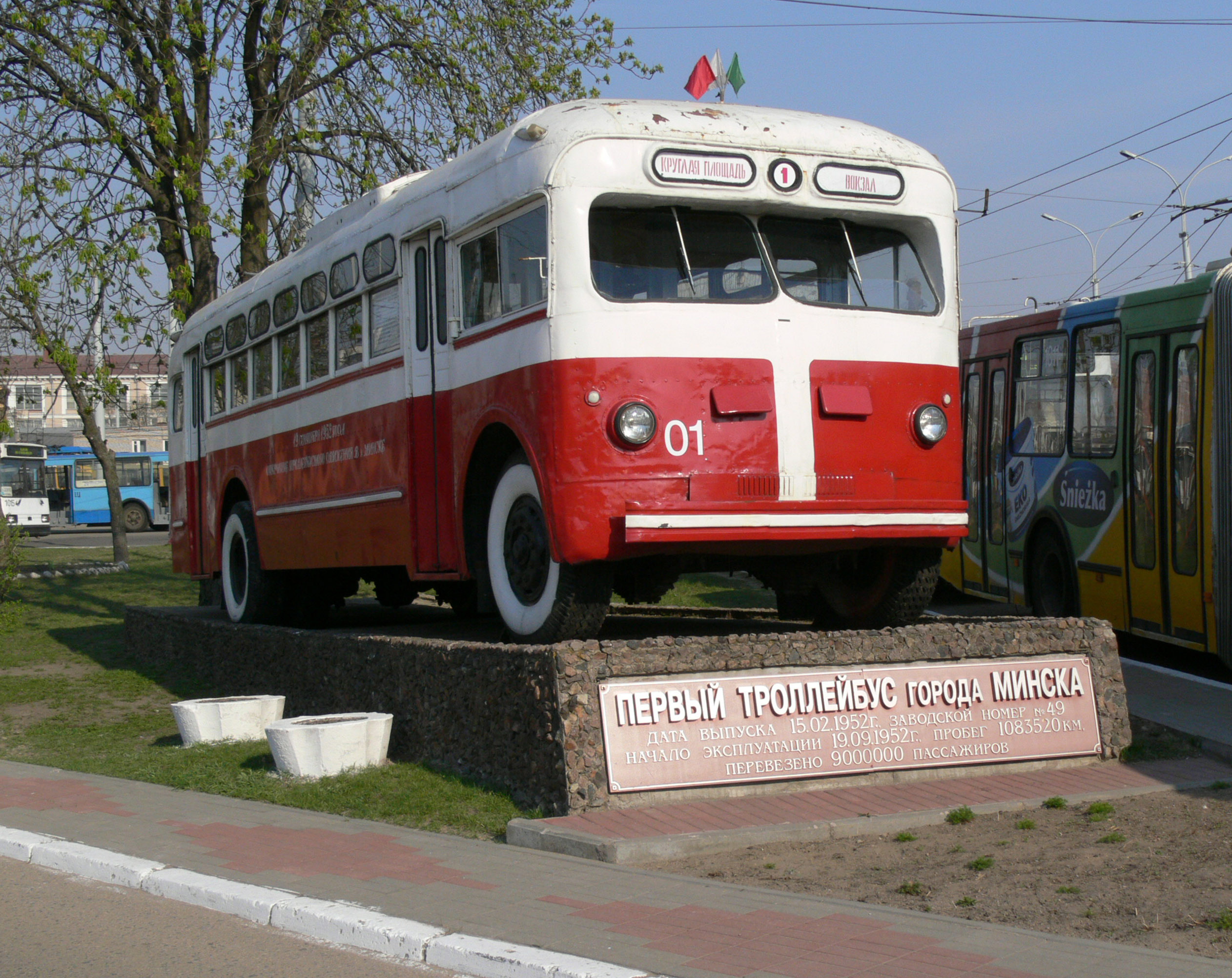
Пам'ятник найпершому тролейбусу Мінська МТБ-82Д. Зараз знаходиться у відмінному стані, не у останню чергу через дюралюмінієвий кузов

У 1950-х роках у тролейбусах працювали кондуктори і пасажири заходили у салон лише у задні двері, де оплачували за проїзд, ціна варіювалася залежно від дальності проїзду, пізніше з'явилася усталена ціна у 25 копійок, потім — 40 копійок.
У 1960 році з'явилася каса-скарбничка, коли пасажири самі кидали туди гроші та відкривали талони від ленти. Що цікаво, такий процес ніким не контролювався.
У 1950-х роках почала зростати кількість маршрутів, а отже і самих тролейбусів. У 1960 році було 94 МТБ-82, щоправда пізніше місто закупляло найновіші машини.
У вересні 1969 року списано кілька МТБ-82, а у 1971 році їх лишилося всього 49. Через півтора року їх лишилося лише 2 штуки. Найперший МТБ-82Д у Мінську, щоправда вцілів: 7 липня 1972 року його зняли з експлуатації, а через рік поставили на вічну стоянку у тролейбусному депо № 1, де він знаходиться і досі, при чому у відмінному стані (дюралюміній, яким обшитий його кузов взагалі не іржавіє). Однак, його пофарбували не історично: справжні МТБ-82 були жовто-синіми, а цей біло-червоний.

### СВАРЗ-ТБЕС-ВСХВ-57, МТБЕС і ЗіУ-5
30 квітня 1960 року надійшло 2 тролейбуси СВАРЗ-ТБЕС-ВСХВ-57 виробництва підмосковного заводу СВАРЗ. На відміну від МТБ-82, вони мали щонайменше вдвічі більшу площу остеклення бокових вікон, а лобове скло було дуже високим, майже панорамного типу. З часом суцільне лобове скло стало розділеним на 4 частини, та все ж давало водієві значно кращий огляд за дорогою ніж у МТБ-82Д. Пізніше модель було адаптовано для міських перевезень і названо СВАРЗ-МТБЕС. Масовими ці машини не були: їх було випущено близько 500 одиниць. У січні 1961 року в місті було 6 таких машин, у 1971 році — 11 штук, а у 1973 році — знову 6. Ці тролейбуси списали у 1970-х роках.
Тролейбуси ЗіУ-5 у Мінськ почали надходити з липня 1962 року. Тролейбус був просторішим і більшим за МТБ-82, вікна у нього були вищі, і дещо більш комфортним для пасажирів. Не набагато більший за МТБ-82, ЗіУ-5 вміщував до 110—120 осіб. До січня 1971 року у місті вже було 270 вагонів ЗіУ-5.
З 1972 року в тролейбусах встановлені компостери, а квитки на тролейбус продавалися у кіосках, вартість проїзду становила 4 копійки. Проте кондукторів у тролейбусах не було, тому нікому було слідкувати за оплатою проїзду.
У 1980 році було лише 180 ЗіУ-5, решта ЗіУ-5 експлуатувалися у Мінську до середини 1980-х років, їх замінили ЗіУ-682 (ЗіУ-9).

### ЗіУ-682 і його сімейство

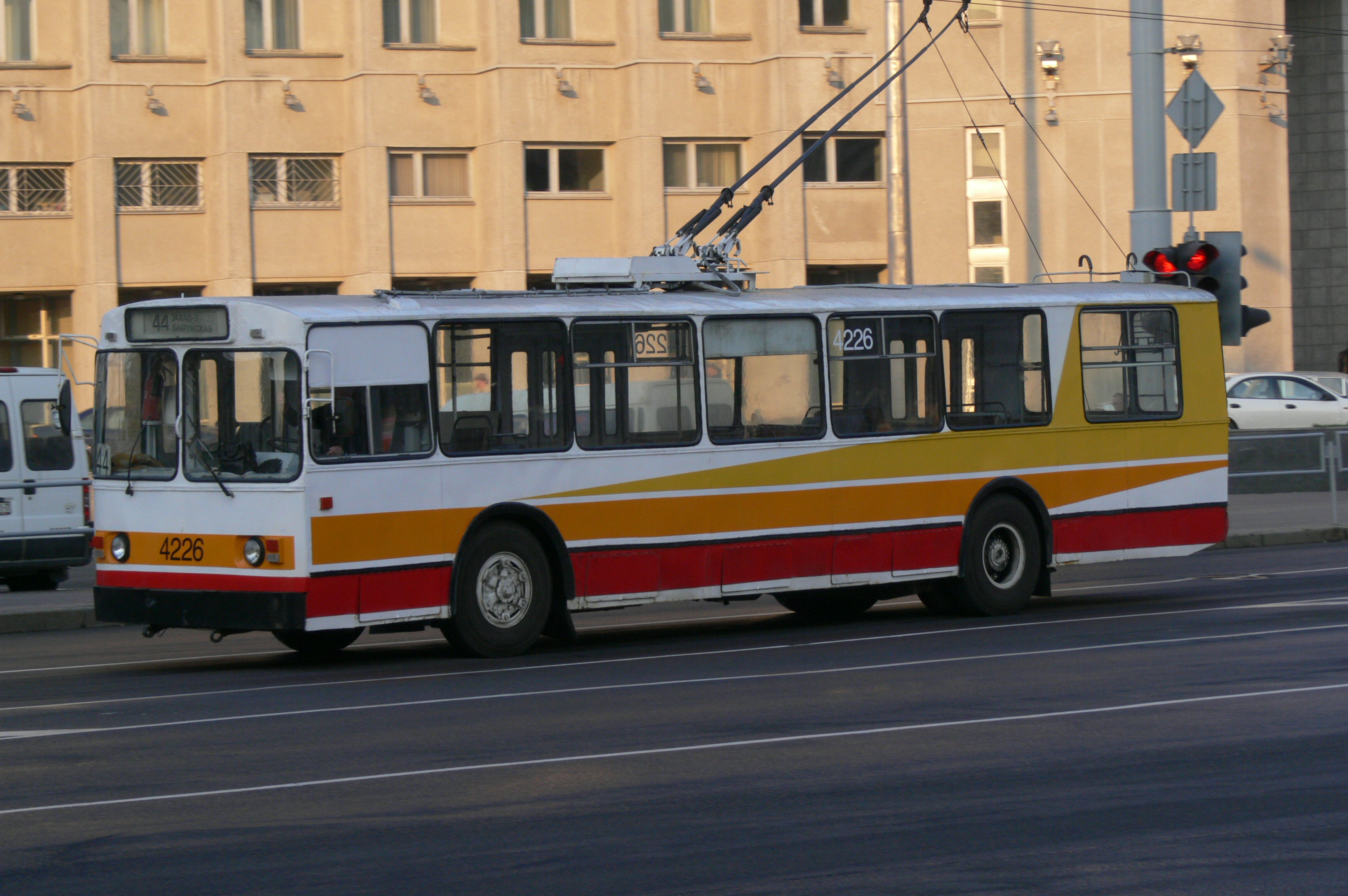
ЗіУ-682Г

У 1972 році у Мінськ надійшли ЗіУ-682Б, машини заводу імені Урицького у Енгельсі.
ЗіУ-682 (ЗіУ-9) має рамну основу, а рама тролейбуса з часом також мала схильність до поламок, а через тріснуті рами часто ЗіУ-682 списували. Обшивка кузова була виконана зі сталі, а іноді з листового заліза (жерсті), кузов погано оброблявся антикорозійним покриттям і швидко гнив. Однак, через свою просту конструкцію деякі тролейбуси експлуатувались впродовж 30—40 років. ЗіУ-682 є крупним тролейбусом, його місткість становить до 120 чоловік, він трьохдверний, та має досить просторий салон з великими вікнами. Для вентиляції у різних модифікаціях ЗіУ-682 було зроблено до 4 люків на даху. ЗіУ-682 комплектувався двигуном «Динамо ДК-210» (110 кВат), і автоматичною РКСУ. Автоматична РКСУ — це новіший підвид неавтоматичної з різницею у тому, що послідовністю комутації керує низьковольтний сервопривод, а не водій за допомогою контро́лера, водій лише задає «умови» педалями акселератора або гальма. Водій у цьому випадку не керує процесом послідовності комутації, і СУ не може бути пошкоджена через помилки водія. У ЗіУ-682 наявне безуламкове лобове скло та гідропідсилювач керма, що є плюсами. Однак, у салоні ЗіУ-682 дуже душно літом і холодно зимою, а також дуже вузькі проходи між парними сидіннями.
ЗіУ-682 має безліч модифікацій з незначними покращеннями, наприклад, у ЗіУ-682В змінене планування салоні і 4 люки замість трьох; у ЗіУ-682 ВОО змінене розміщення світлотехніки на передній та задній панелі; у ЗіУ-682 ГОА менше подвійних сидінь, двері у кабіні водія ширші. На базі ЗіУ-682 зроблено чимало інших тролейбусів, які є майже копіями ЗіУ-9 з дрібними розбіжностями, наприклад, БКМ-101 (двигун «ДК-213», 115кВт), ВМЗ-170 (несівний кузов), Волгоградець-5288 (вилита копія), СЗТМ-ЗіУ-682. У 2000-х роках  відбувається рестайлінг ЗіУ-9 типу ЗіУ-682ГОМ, ЗіУ-682ГОР, ЗіУ-682ГОН тощо. У Мінську працюють «класичні» моделі ЗіУ-682 старого типу (на теперішній час дані машини виведені з експлуатації та списані. У місті також працювали ЗіУ-683, Тролза-6205 (у рестайлінгованому вигляді під ЗіУ-682Г-016).

### 1990-ті:Київ-11іЮМЗ-Т1

Історія тролейбусної мережі Мінська

Першими тролейбусами за незалежної України стали зчленовані машини Київ-11, які спроєктовані Київським заводом електротранспорту, були випущені восени 1991 року. У цих машин однак, вада була на ваді, у основному через те, що збирався він з українських та російських комплектуючих, які не мали належної якості на той час.
Київ-11 випускався з 1991 по 1993 роки на КЗЕТ у кількості 10 штук, а 5 штук було зібрано на «Белкомунмаш»і у Мінську. Дані 5 штук мали трохи вищу якість збірки, однак, як і інші Київ-11 тривалий час так і не прослужили. Київ-11 мав у основі лонжеронну раму зі сталі, щоправда вона надійною не була. Обшивка кузова була зроблена з листового заліза та швидко іржавіла. Тролейбус комплектувався двома двигунами «Динамо ДК-213» (115 кВт) і автоматичною РКСУ. Салон було також виконано з відверто сокирною якістю збірки, сидіння були погано прикручені до підлоги, це стосувалося і поручнів, що були ненадійно закріплені. Вентиляція і опалення також були недосконалими. У цілому ці тролейбуси прослужили кожна не більше (або трохи більше) 10 років. Білоруські Київ-11 (збірки БКМ) також були швидко списані. У Мінську їх працювало 5 штук.
ЮМЗ-Т1 представляв собою модернізовану модель Київ-11 з деякими конструктивними особливостями, мав харківський двигун «ЕД-138У2» (точніше два), змінене планування салону та приборної панелі. Машини були кращими за Київ-11 та мали проблеми з опаленням, жорсткою підвіскою, мали дуже великі енергозатрати. ЮМЗ-Т1 працювало у Мінську 5 штук, усі нині списані.

### Тролейбуси виробництва Білорусі

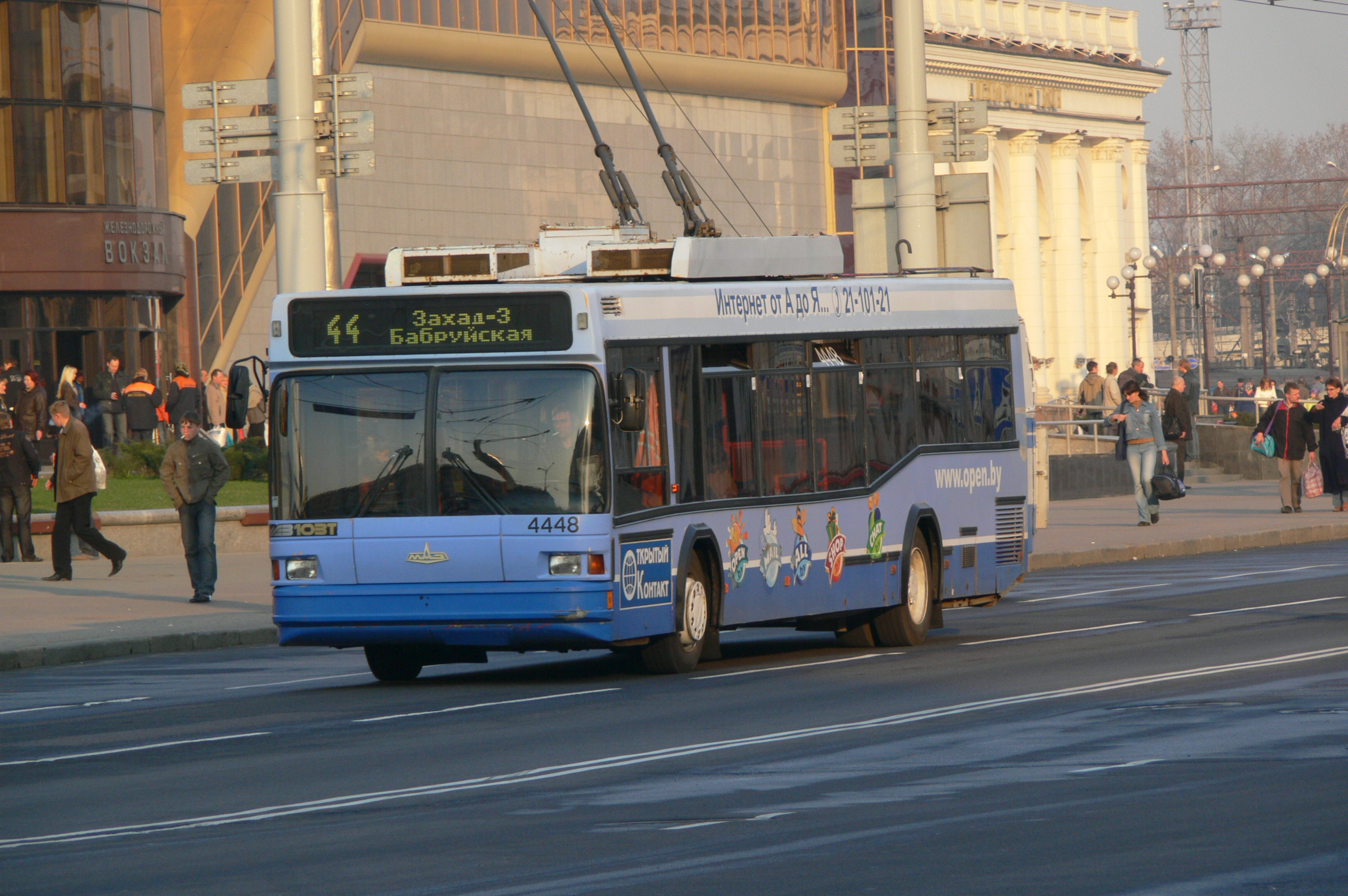
МАЗ 103Т

ЗіУ-9 з власною конструкцією були використані для побудування власного білоруського тролейбуса, збіркою якого зайнявся мінський завод РУП «Белкомунмаш». Модель білоруського тролейбуса відзналачася лише декількома відмінними рисами від ЗіУ — емблемою, частково перебудованим місцем водія, у однієї з модифікацій фари були вмонтовано у бампер. Це модель БКМ-101. Тролейбус оснащений РКСУ і двигуном «ДК-213», випускався впродовж 1994—2001 років. У місті працювали близько 60 «БКМ-101».
Якщо БКМ-101 був «списаний» разом із ЗіУ-682, то наступний тролейбус був повністю білоруським — це БКМ-201, перший екземпляр випущено у 1996 році. З 2000 року випускається його зчленована версія БКМ-213, високопідлоговий тролейбус з рамною основою.

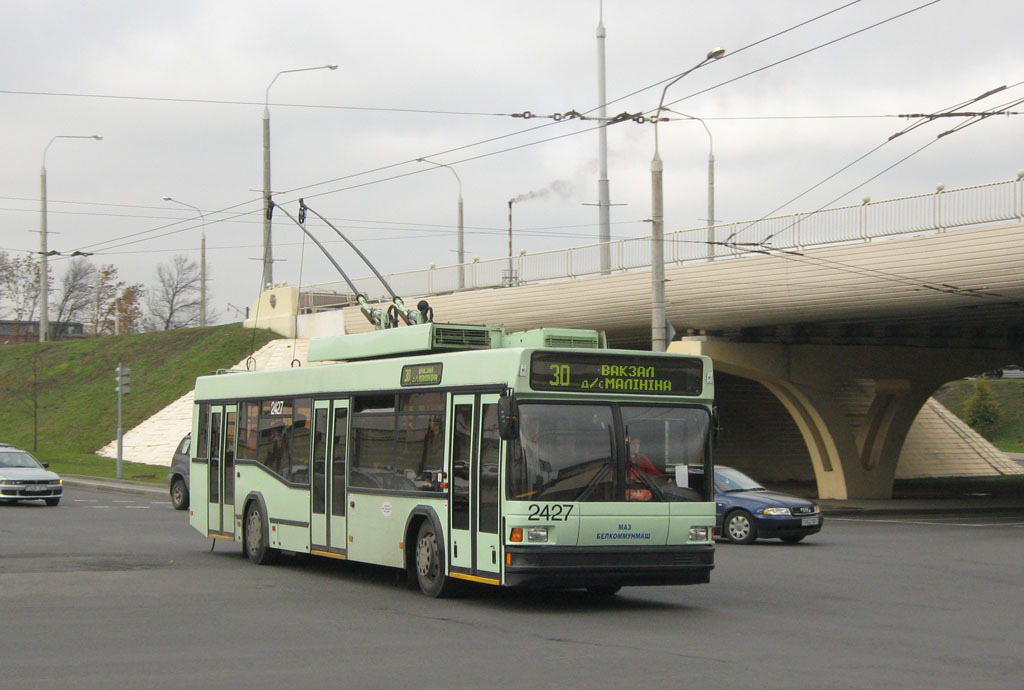
БКМ 221

Наприкінці 1990-х років почали поставлятися тролейбуси нового покоління — низькопідлоговий МАЗ 103Т, майже повністю уніфікований з автобусом МАЗ 103. МАЗ 103Т оснащений ТІСУ, має двигун «ДК-211» (потужністю 170 кВт) і розвиває швидкість не менше 70 км/год. На тролейбус можуть встановлюватися акумуляторні батареї для забезпечення автономного ходу. Однак у них є ряд недоліків, а саме, сильна вібрація на великій швидкості через карданну передачу, задній міст не дуже якісний. Незабаром можливе зняття з виробництва і заміна на сучаснішу модель МАЗ-Етон Т203. Станом на 2018 рік у місті експлуатується 1 МАЗ 103Т (№ 4522), решта була списана впродовж 2012—2016 років.
БКМ-33300А випускаються з 1999 року. Відомі тим, що мають встановлений дизель-генератор, однак, вони не є дуобусами. Вони оснащені акумуляторними батареями для забезпечення автономного ходу. Повністю низькопідлоговий тролейбус з сучасним дизайном та рамною основою. Має СУ на IGBT-транзисторах, за рахунок чого енерговитрати зменшено на 42—55 відсотків порівняно з РКСУ.

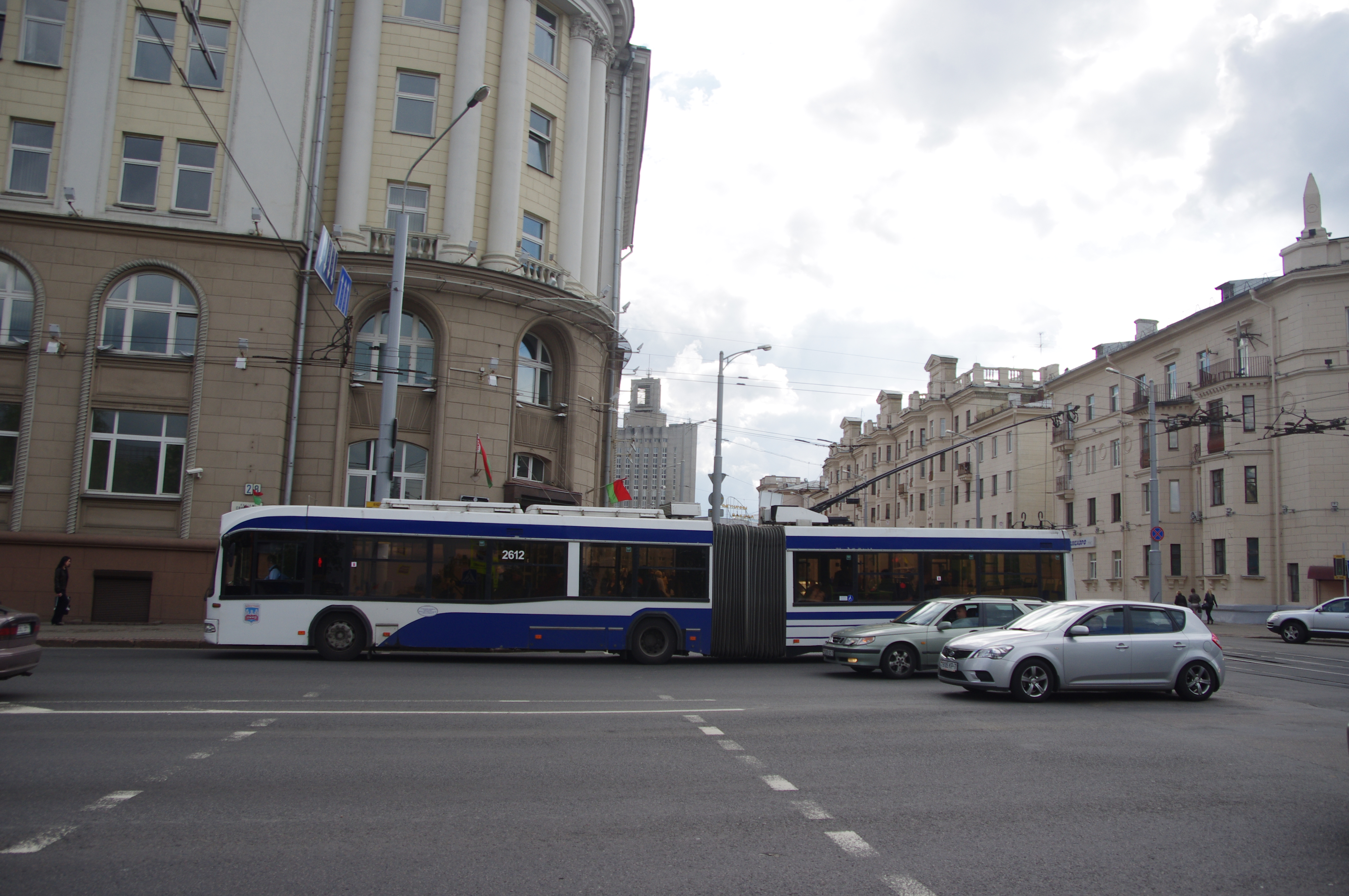
БКМ-333

З 2001 року у Мінськ поставляються тролейбуси БКМ 321 з низьким рівнем підлоги та рамною основою, вони коротка версія БКМ-333. Має 2 модифікації БКМ-32102 і БКМ-32104, модифікації відрізняються за системою керування: вони мають або ТІСУ або IGBT-транзисторну СУ. У Мінську їх понад 500 штук. Один ювілейний екземпляр зроблено не з одинарними фарами а з трьома фарами на передку з кожного боку. Має електронні рейсовказівники.
У 2004 році на базі автобусу МАЗ 103 побудовано тролейбус БКМ-221, який оснащений ТІСУ і двигуном «ДК-211» (170 кВт). Він повністю низькопідлоговий, розвиває швидкість до 65 км/год, по ходових частинах уніфікований з МАЗ 103Т, у основі кузова — лонжеронна рама. У Мінську нині експлуатуються близько 90 машин цієї моделі.

### БКМ-4200

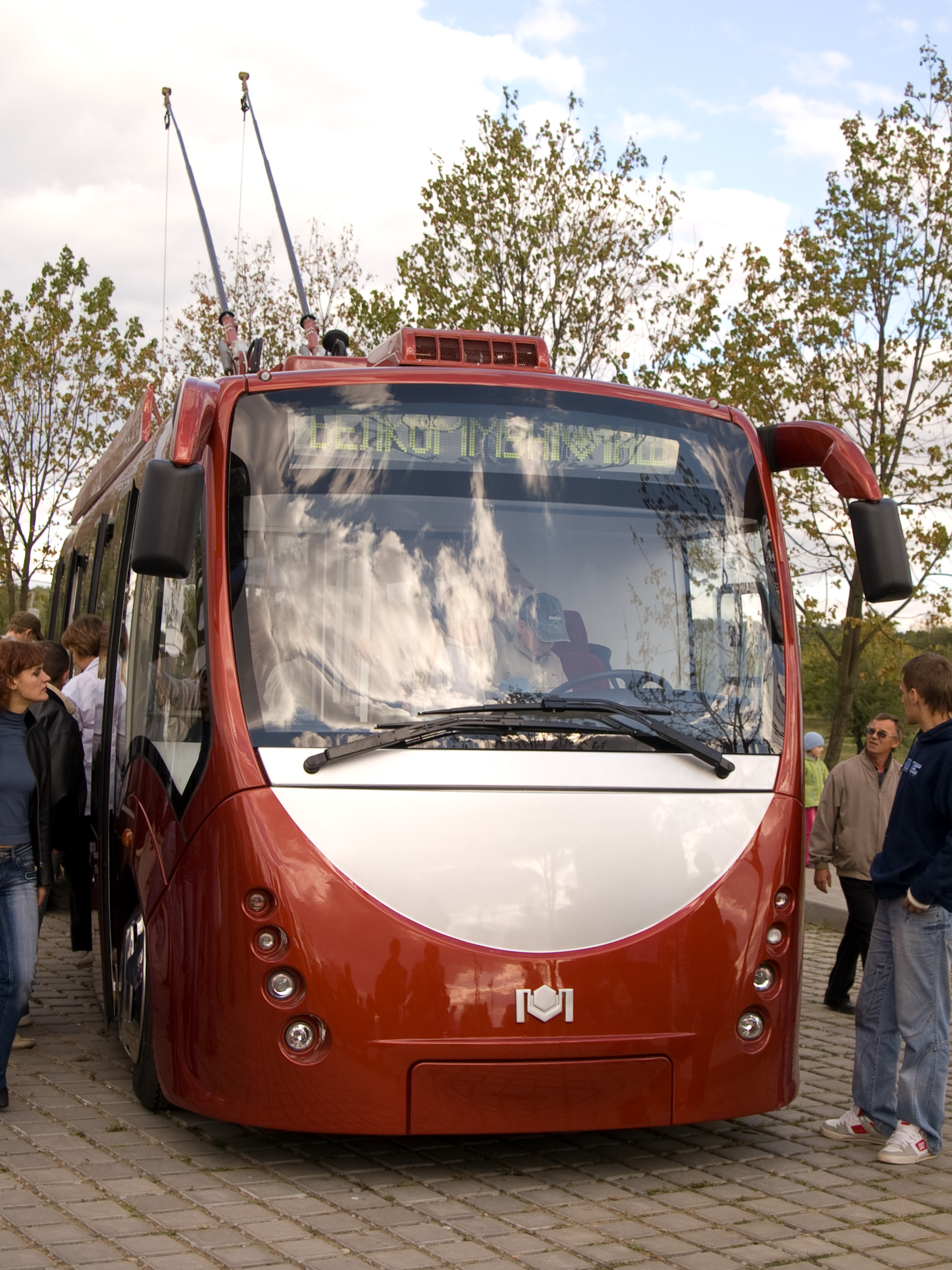
БКМ-42003А «Вітовт» у Мінську

БКМ-4200 був представлений у Мінську на презентації у червні 2008 року. У Мінську експлуатуються 5 машин цієї моделі (№ 2500—2502, 4630, 4637).

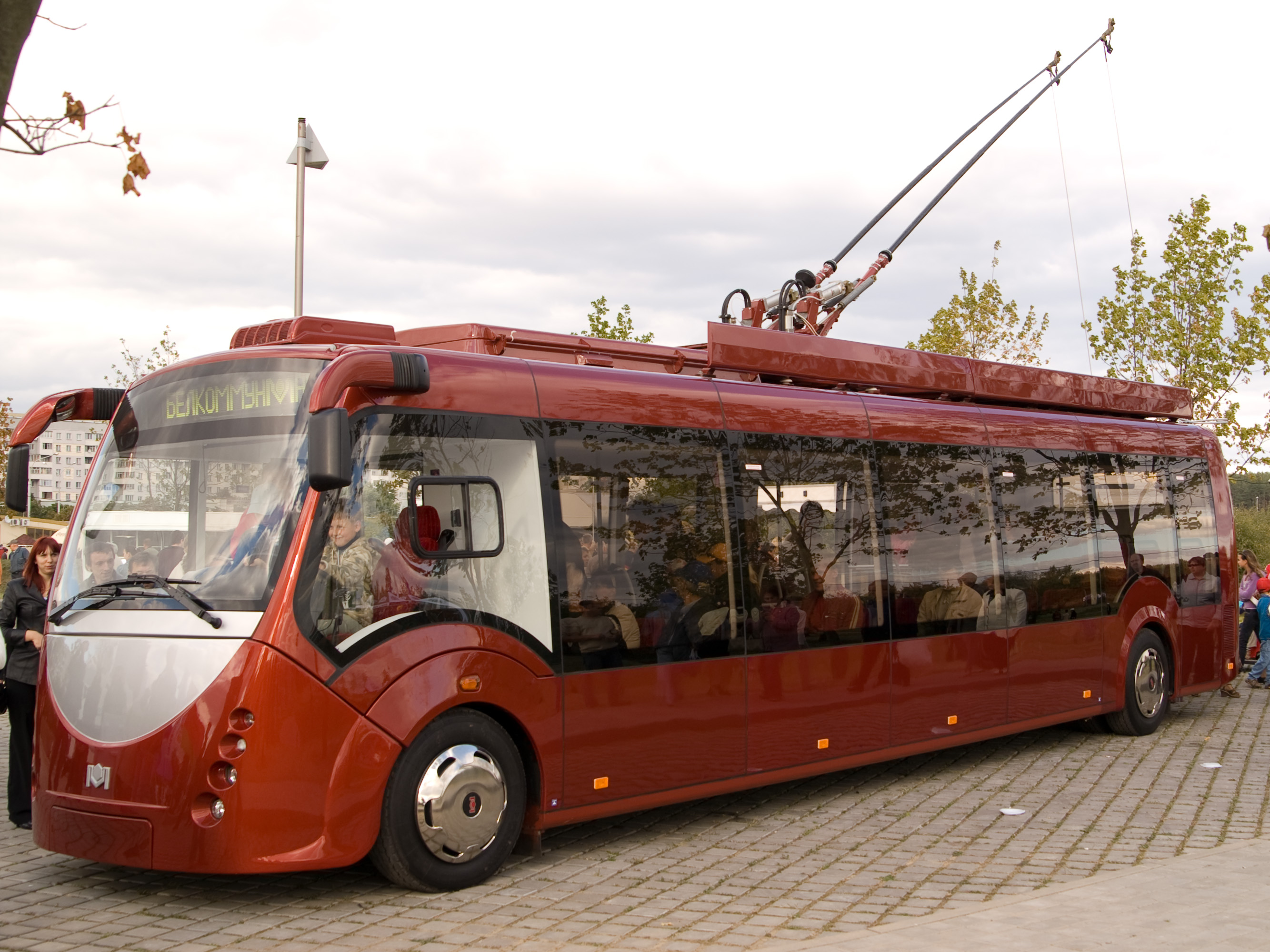
БКМ-42003А «Вітовт»

## Тролейбусні парки
У 2006 році тролейбусні і трамвайне депо перейменовані в парки. З 1972 року у тролейбусів чотиризначна нумерація, до 1987 року — наскрізна по всьому депо.
| Перелік тролейбусних парків    | Перелік тролейбусних парків              |
| Тролейбусний парк              | Дата відкриття                           |
| ------------------------------ | ---------------------------------------- |
| Трамвайно-тролейбусне депо № 1 | 1952                                     |
| Тролейбусний парк № 1          | 20 квітня 1967 — вересень 2006 (закрито) |
| Тролейбусний парк № 2          | 1 квітня 1971                            |
| Тролейбусний парк № 3          | 1 січня 1979                             |
| Тролейбусний парк № 4          | 1 жовтня 1985                            |
| Тролейбусний парк № 5          | 15 листопада 1988                        |

## Рухомий склад

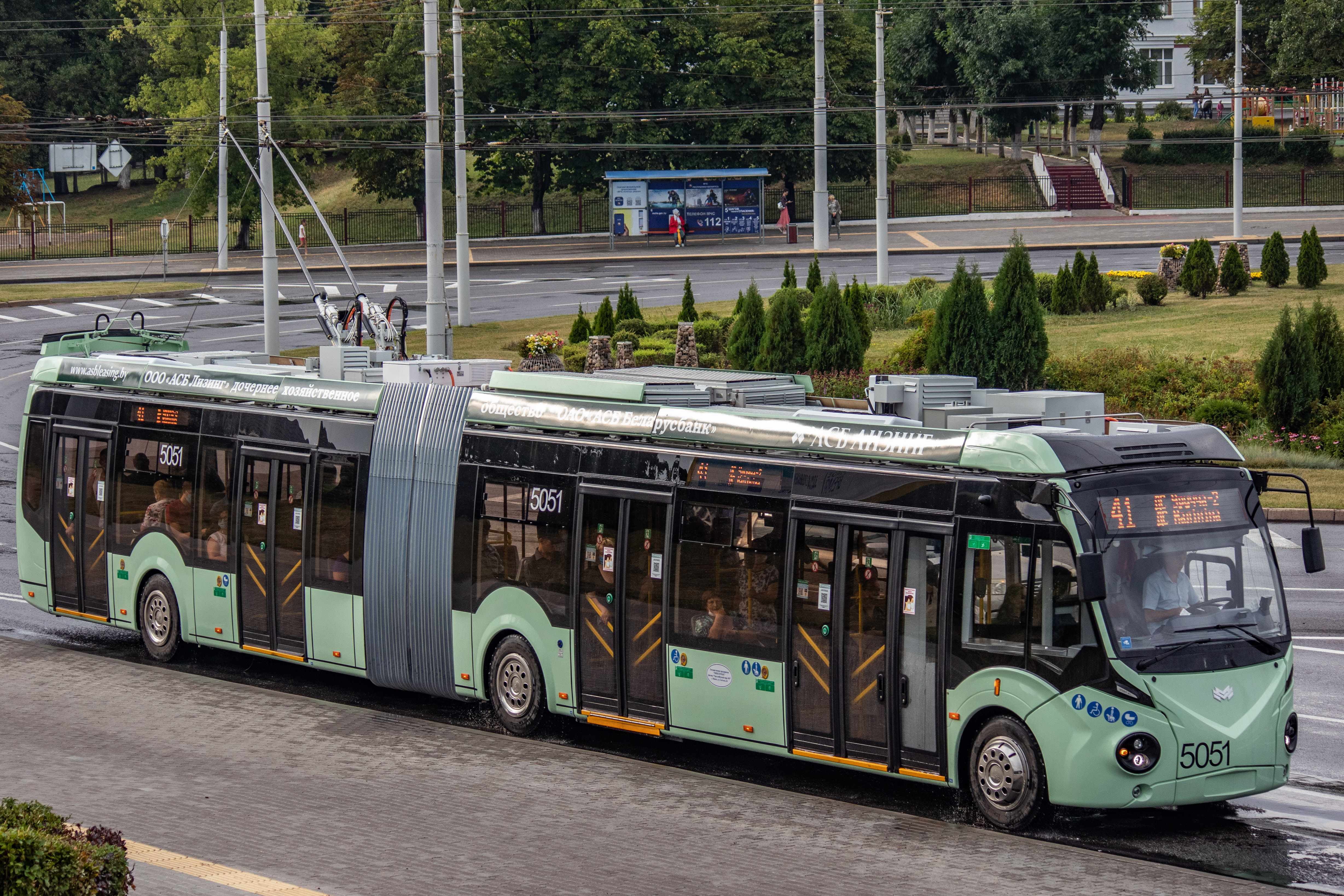
АКСМ-43300D

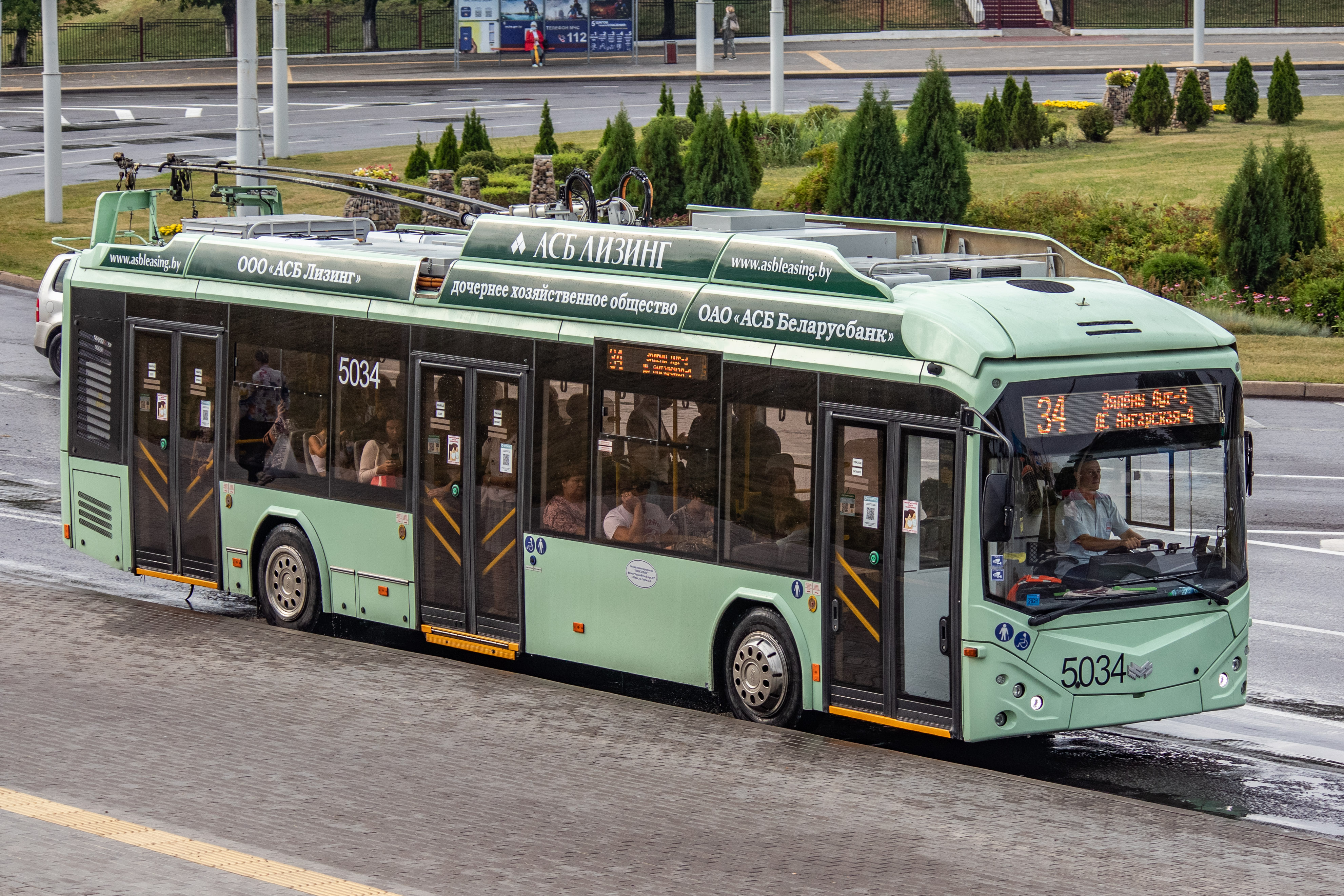
БКМ-32100D

У Мінську функціонують 5 тролейбусних депо, 69 маршрутів. Станом на 1 січня 2020 року на балансі підприємства перебуває 763 тролейбуса, 81 електробусів (БКМ-E433 «Vitovt Max Electro» — 49, БКМ-E321 — 32. Ще одна модель рухомого складу «МАЗ-ЕТОН Т203» на базі автобуса «МАЗ-203» перебуває на заводі «Белкомунмаш».
Моделі рухомого складу:
| Діючий рухомий склад станом на 1 січня 2022 | Діючий рухомий склад станом на 1 січня 2022 |
| Тип моделі                                  | Кількість, шт.                              |
| ------------------------------------------- | ------------------------------------------- |
| МАЗ-203Т70                                  | 145                                         |
| БКМ-43300D                                  | 50                                          |
| БКМ-321                                     | 359                                         |
| БКМ-32102                                   | 42                                          |
| БКМ-33300                                   | 116                                         |
| БКМ-33305                                   | 1                                           |
| БКМ-42003А «Вітовт»                         | 5                                           |
| БКМ-32100D                                  | 25                                          |
| Електробуси                                 |                                             |
| БКМ-E433 «Vitovt Max Electro»               | 48                                          |
| БКМ-E321                                    | 32                                          |
| БКМ-Е321 "Ольгерд"                          | 10                                          |
| МАЗ-303Е10                                  | 5                                           |
| БКМ Е4200Р                                  | 1 (не працює)                               |
| Виведені з експлуатації                     |                                             |
| МТБ-82Д                                     | ~100                                        |
| СВАРЗ-ТБЕС-ВСХВ-57                          | 11                                          |
| МТБЕС                                       |                                             |
| ЗіУ-5                                       |                                             |
| ЗіУ-682 та модифікації                      |                                             |
| ЗіУ-683                                     |                                             |
| ЗіУ-6205 (класичний і рестайлінгований)     |                                             |
| БКМ-101                                     |                                             |
| БКМ-201                                     | 77                                          |
| Київ-11                                     | 5                                           |
| ЮМЗ Т1                                      | 5                                           |
| МАЗ 103Т                                    |                                             |
| БКМ-213                                     |                                             |
| БКМ-221                                     |                                             |
| Музейні                                     |                                             |
| МТБ-82Д                                     | 1 (б/н 01)                                  |
| ЗіУ-5Д                                      | 1 (б/н 397)                                 |
| БКМ-201                                     | 1 (б/н 2083)                                |
| АКСМ 101ПС                                  | 1 (б/н 3008)                                |
| ЗіУ-682 (КВР БКМ)                           | 1 (б/н 4239)                                |
| МАЗ 103Т                                    | 1 (б/н 4444)                                |
| Тролза-6205.02                              | 1 (б/н 5295)                                |
| ЗіУ-683В01                                  | 1 (б/н 5300)                                |
| БКМ 221                                     | 1 (б/н 5372)                                |
| БКМ 213                                     | 1 (б/н 5578)                                |

## Вартість проїзду
| Динаміка вартості проїзду | Динаміка вартості проїзду       | Динаміка вартості проїзду |
| Дата встановлення тарифу  | Вартість в кіоску / у водія, Br | Примітка                  |
| ------------------------- | ------------------------------- | ------------------------- |
| 04.08.2011                | 900 / 950                       |                           |
| 12.09.2011                | 950 / 1000                      |                           |
| 01.11.2011                | 1300 / 1350                     |                           |
| 05.04.2012                | 1500 / 1550                     |                           |
| 15.12.2016                | 0,55 / 0,60                     | [ 3 ]                     |
| 01.11.2017                | 0,65 / 0,70                     |                           |
| 15.12.2019                | 0,70 / 0,80                     | [ 4 ] [ 5 ]               |

## Галерея

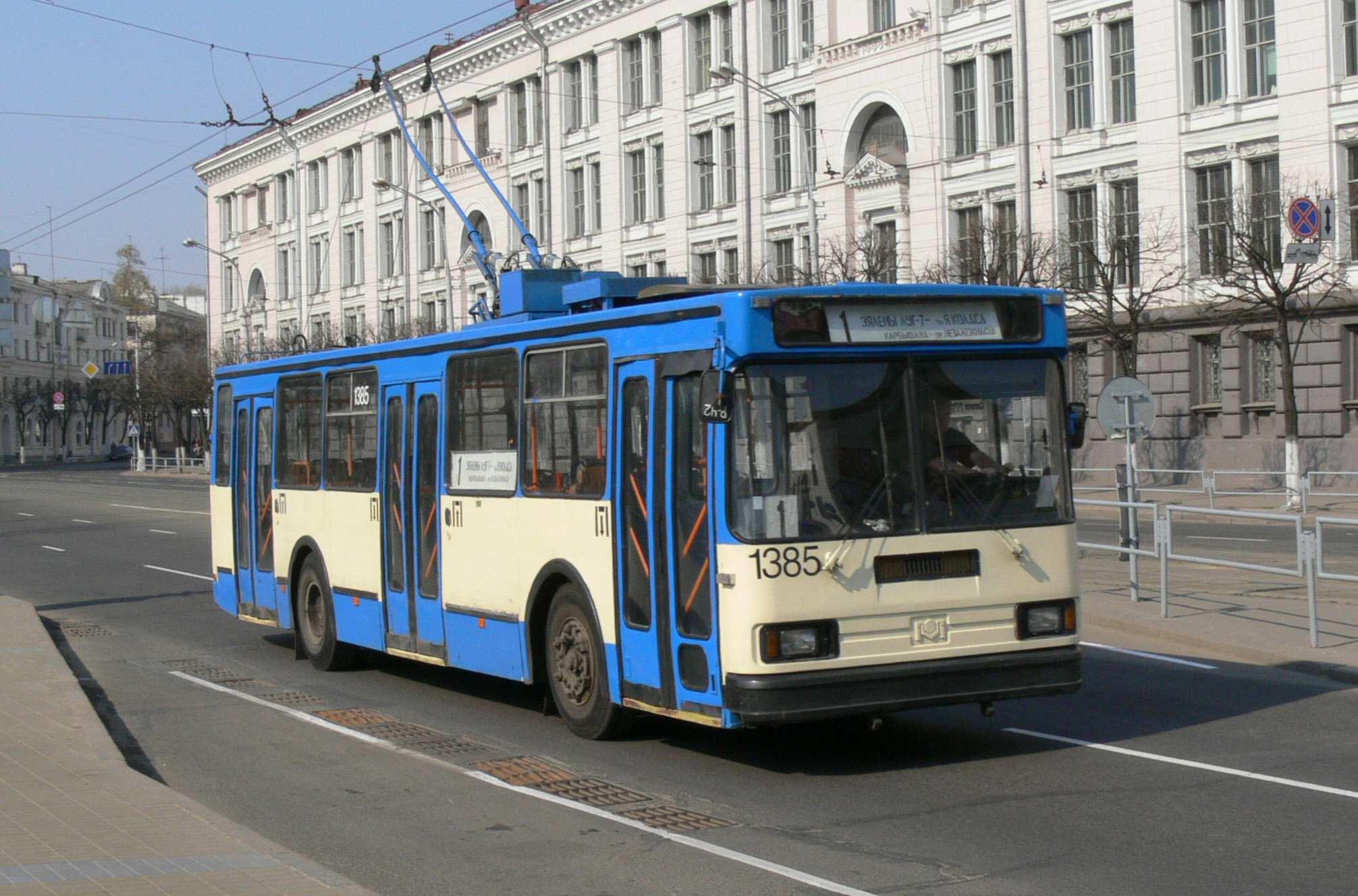
БКМ-20101
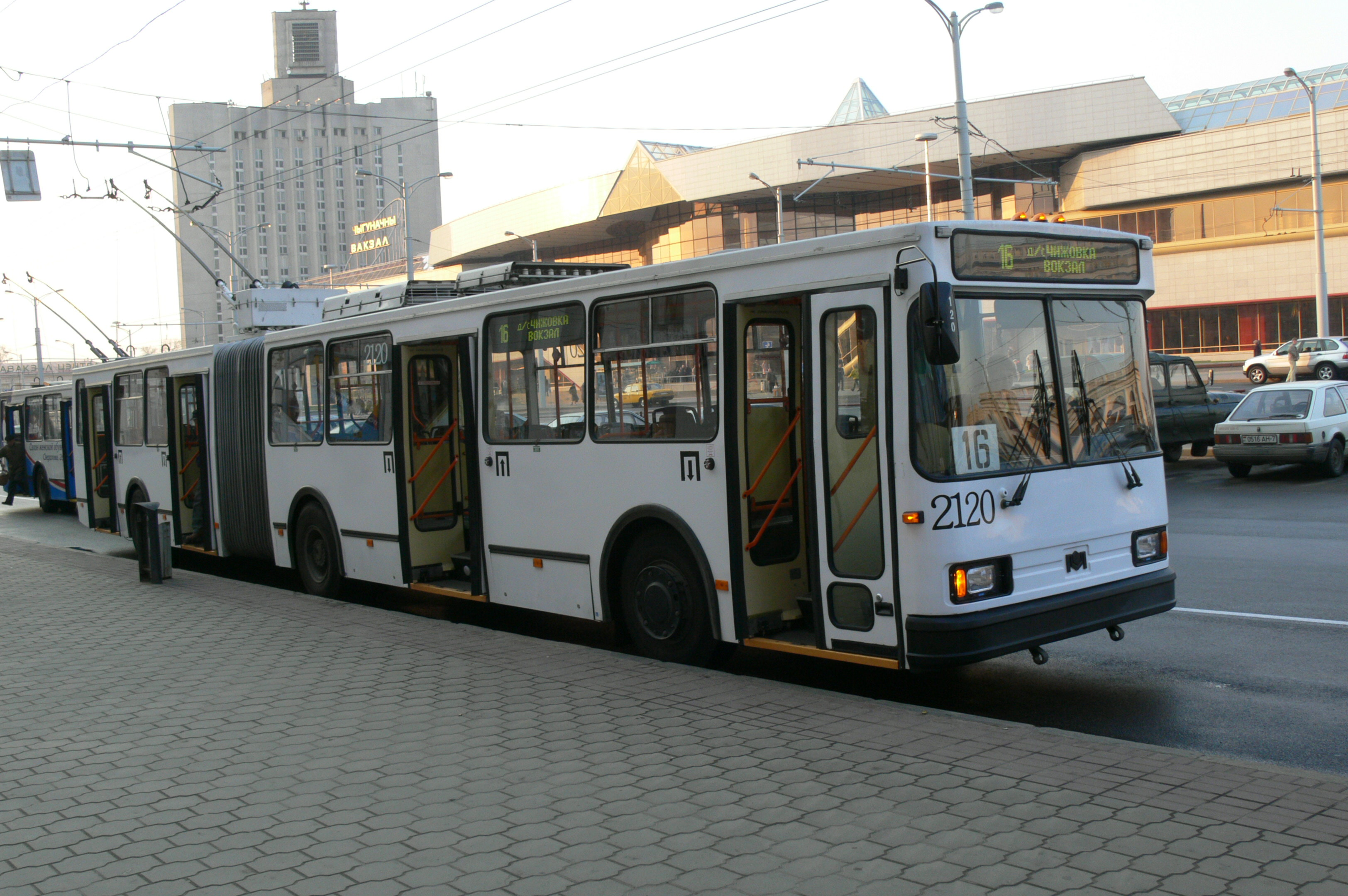
БКМ-213
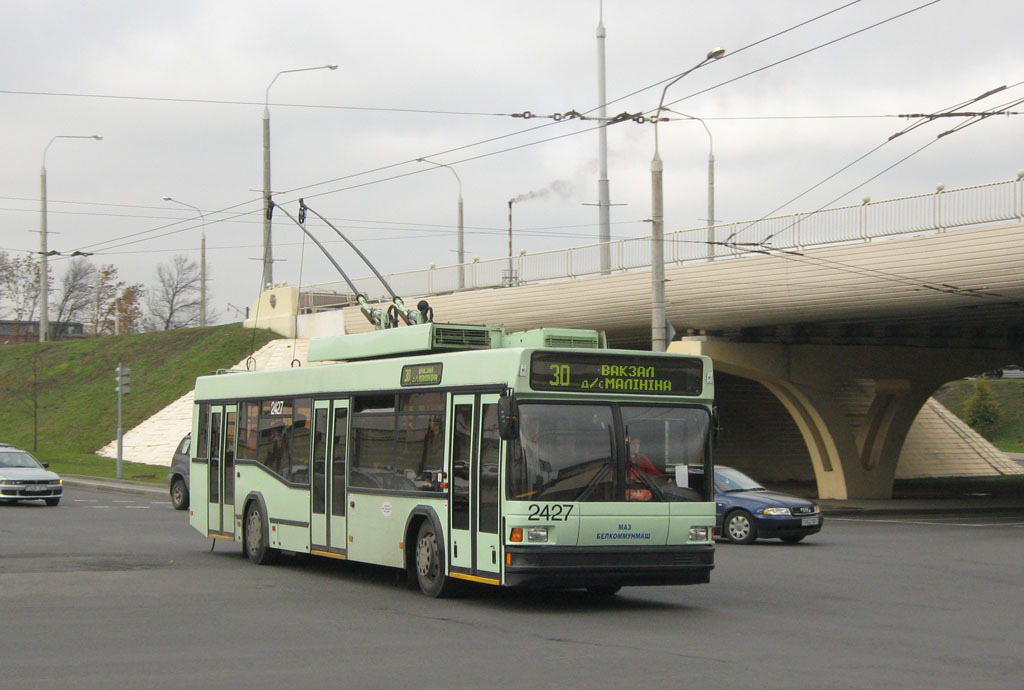
БКМ-221
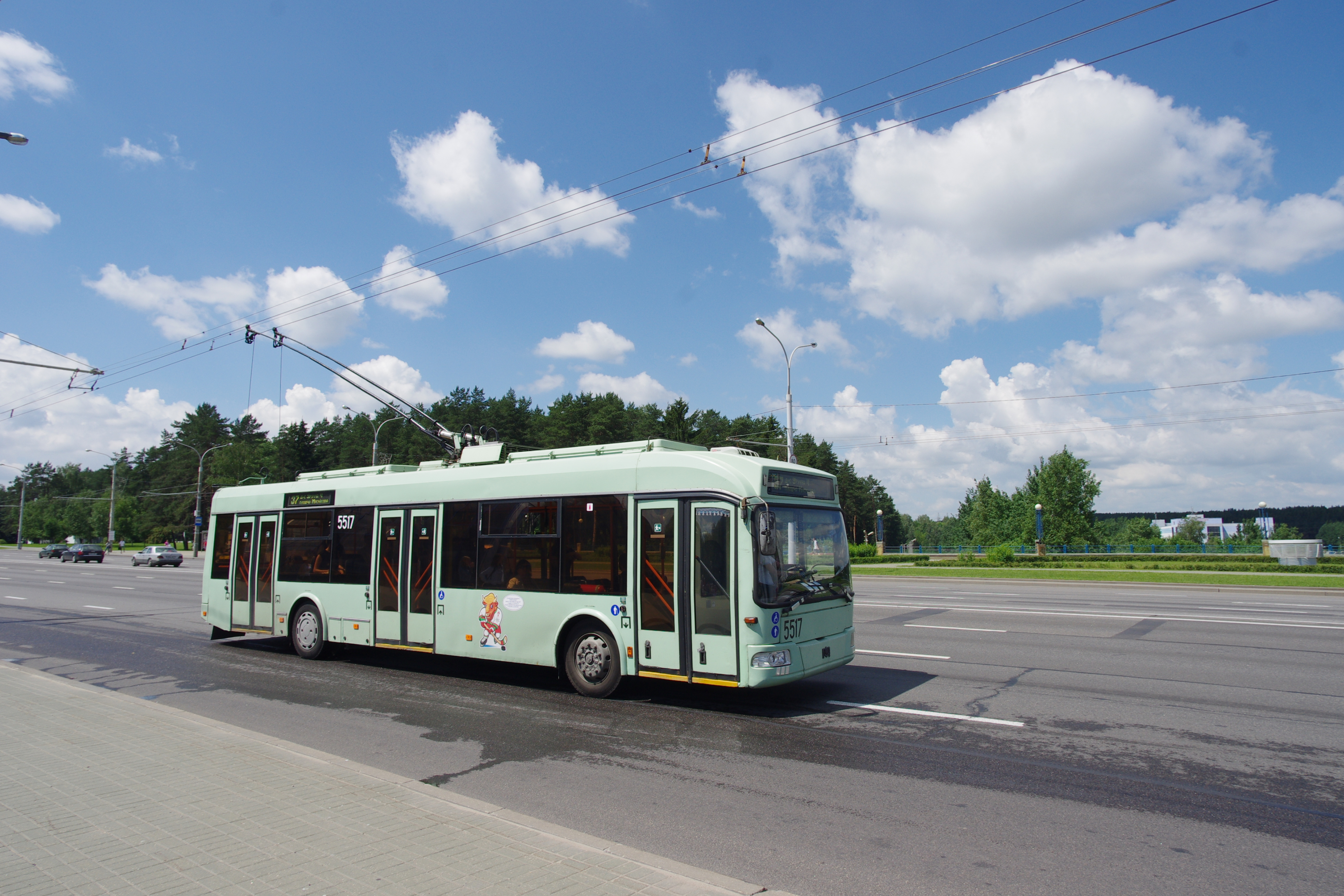
БКМ 321
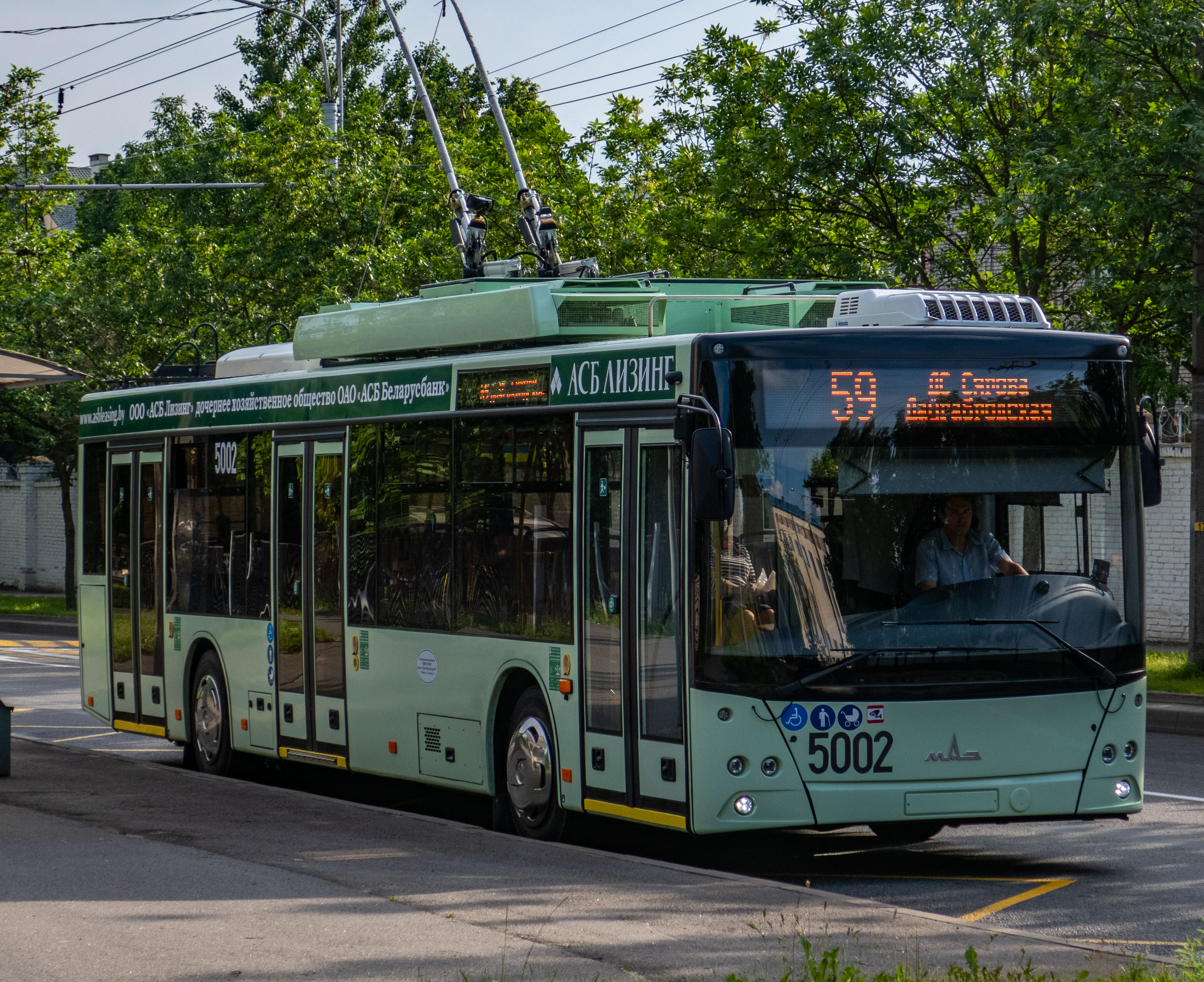
МАЗ-203Т